# Orthocladius mallochi
Orthocladius mallochi är en tvåvingeart som beskrevs av Jean-Jacques Kieffer 1919. Orthocladius mallochi ingår i släktet Orthocladius och familjen fjädermyggor. Inga underarter finns listade i Catalogue of Life.